# Emídio de Souza
Emidio Pereira de Souza (Inúbia Paulista, 22 de maio de 1959), mais conhecido como Emidio de Souza, é um advogado e político brasileiro, filiado ao Partido dos Trabalhadores (PT). 
Atualmente exerce o segundo mandato de deputado estadual pelo estado de São Paulo.
Em 2021, foi eleito presidente da Comissão de Direitos Humanos da Assembleia Legislativa de São Paulo para conduzir a comissão pelo biênio 2021-2022.

## Trajetória
Em 1988 foi eleito vereador em Osasco, sendo reeleito em 1992 e 1996. Em 2000 candidatou-se à prefeitura da mesma cidade, sendo derrotado no primeiro turno por Celso Giglio. 
Em 2002 foi eleito deputado estadual. Na Assembleia Legislativa, Emidio denunciou os rombos e superfaturamentos feitos pelo Governo do PSDB na construção do Rodoanel. Como prefeito, Emidio construiu 18 novas escolas, 15 novas UBSs e 14 Centros de Inclusão Digital. A sua administração dobrou os números de médicos na rede e de vagas em creches, reduziu o desemprego, valorizou os servidores públicos e fez a economia da cidade saltar do 25º para o 11º melhor PIB do país.
Em 2004 concorreu à Prefeitura novamente, derrotando Celso Giglio no segundo turno.
Foi reeleito no primeiro turno em 2008, vencendo os ex-prefeitos Celso Giglio (PSDB) e Francisco Rossi (PMDB).
Em 2013, Emidio Pereira de Souza foi eleito Presidente Estadual do Partido dos Trabalhadores em São Paulo, conduzindo o Partido dos Trabalhadores no Estado de SP até maio de 2017, quando assumiu a Secretaria nacional de finanças e planejamento do Partido dos Trabalhadores, cargo na qual ficou até fevereiro de 2020.
Em 2018, concorreu nas eleições ao cargo de deputado estadual e foi eleito para o mandato de 2019-2022 com 65.898 votos.
Entre 2018 e 2019, Emidio também atuou como advogado de Lula.

## Prêmios e títulos
Prefeito Empreendedor (Sebrae 2008, 2009/2010 e 2011/2012) pela desburocratização e formalização de empresas e pelas iniciativas de apoio às micro e pequenas empresas e de incentivo à cultura empreendedora.
Prêmio Qualidade Brasil pelas iniciativas de facilitação para a abertura de empresas.
Prêmio Caixa Melhores Práticas em Gestão Local pelo programa de regularização fundiária (2009).
Prêmio Práticas Inovadoras na Gestão do Programa Bolsa Família (2009): 1º e 3º lugares, respectivamente, com os projetos do Portal do Trabalhador e Oficina Escola Têxtil; (2010) pela Incubadora Pública de Economia Popular e Solidária.
Prêmio Rosani Cunha de Desenvolvimento Social pela atuação da Incubadora de Empreendimentos Populares (2010).
Prêmio Internacional Socioambiental Chico Mendes pela gestão socioambiental responsável, citando o programa de arborização.
Prêmio ODM Brasil (Objetivos de Desenvolvimento do Milênio) pelo projeto de recuperação de minas e nascentes e pelo programa Vigilância da Criança com Risco de Mortalidade, que visava reduzir o índice de mortalidade infantil (2009).
Medalha Paulo Freire pelo projeto que unia a qualificação profissional à Educação de Jovens e Adultos (2011).

## Vida pessoal
Emidio de Souza é casado com Gabriela Araújo, magistrada e ex-comentarista da CNN Brasil. Ambos são amigos pessoais de Luiz Inácio Lula da Silva.